# Creature Shock
 (octobre 2011).
Si vous disposez d'ouvrages ou d'articles de référence ou si vous connaissez des sites web de qualité traitant du thème abordé ici, merci de compléter l'article en donnant les références utiles à sa vérifiabilité et en les liant à la section « Notes et références ».
Creature Shock est un jeu vidéo de tir futuriste sorti en 1994 sur PC et 3DO, développé par Argonaut Games et édité par Virgin Interactive. Le jeu a été plus tard porté sur Philips CD-i, Saturn et PlayStation.
Atari avait prévu de faire un portage sur Atari Jaguar, mais le projet a été annulé[réf. nécessaire].
Le titre a été l’un des premiers jeux sur CD-ROM à utiliser des cinématiques[réf. nécessaire]. Par conséquent, le jeu pèse plus d'un gigaoctet et tient sur deux CD.

## Synopsis
Le jeu se déroule en l’an 2123 et se focalise sur un navire perdu, le UNS Amazon, parti explorer différentes planètes afin de déterminer de nouveaux lieux viables après que la Terre eut été détruite par l’activité humaine. En route vers Saturne, l’Amazon est pris au piège par un être extraterrestre massif ressemblant à un astéroïde. Le protagoniste, le commandant Jason Barr, est envoyé pour enquêter sur l’incident.

## Système de jeu
Le jeu est divisé en deux parties : un shoot 'em up d’arcade dans lequel le joueur doit piloter un vaisseau à travers différents environnements pré-rendus (semblable à Cyberia), et une aventure de type FPS.

## Accueil
Le jeu est reconnu pour sa bonne réalisation[réf. nécessaire], mais le gameplay a été descendu par la critique[réf. nécessaire].